# HSF System Cup
La HSF System Cup (anciennement appelée Budvar Cup puis Toi Toi Cup) est une compétition de cyclo-cross qui se déroule en huit manches. Elle est organisée par l'entreprise tchèque HSF System a.s.. Elle était auparavant sponsorisée par Budweiser Budvar jusqu'à l'édition 2006-2007, puis Toi Toi sanitarni systemy de 2007-2008 à 2023-2024.

## Palmarès masculin
| Année     | Vainqueur           | Deuxième           | Troisième       |
| --------- | ------------------- | ------------------ | --------------- |
| 2001-2002 | Jiří Pospíšil       |                    |                 |
| 2002-2003 | Petr Dlask          |                    |                 |
| 2003-2004 | Kamil Ausbuher      |                    |                 |
| 2004-2005 | Zdeněk Mlynář       |                    |                 |
| 2005-2006 | Petr Dlask          |                    |                 |
| 2006-2007 | Zdeněk Mlynář       |                    |                 |
| 2007-2008 | Zdeněk Mlynář       |                    |                 |
| 2008-2009 | Martin Bína         |                    |                 |
| 2009-2010 | Johannes Sickmüller |                    |                 |
| 2010-2011 | Jaroslav Kulhavý    |                    |                 |
| 2011-2012 | Christoph Pfingsten |                    |                 |
| 2012-2013 | Martin Bína         |                    |                 |
| 2013-2014 | Tomáš Paprstka      | Michael Boroš      | Vojtěch Nipl    |
| 2014-2015 | Jakub Skála         | Michael Boroš      | Tomáš Paprstka  |
| 2015-2016 | Tomáš Paprstka      | Vojtěch Nipl       | Lubomír Petruš  |
| 2016-2017 | Tomáš Paprstka      | Jan Nesvadba       | Michal Malík    |
| 2017-2018 | Tomáš Paprstka      | Jan Nesvadba       | Marek Konwa     |
| 2018-2019 | Jan Nesvadba        | Tomáš Paprstka     | Jan Škarnitzl   |
| 2019-2020 | Michael Boroš       | Jan Nesvadba       | Tomáš Paprstka  |
| 2020-2021 | Michael Boroš       | Gosse van der Meer | Jakub Říman     |
| 2021-2022 | Michael Boroš       | Marek Konwa        | Tomáš Paprstka  |
| 2022-2023 | Šimon Vaníček       | Jakub Říman        | Adam Ťoupalík   |
| 2023-2024 | Marek Konwa         | Matyáš Fiala       | Václav Ježek    |
| 2024-2025 | Marek Konwa         | Václav Ježek       | Maximilian Kerl |

## Palmarès féminin
| Année     | Vainqueur           | Deuxième           | Troisième             |
| --------- | ------------------- | ------------------ | --------------------- |
| 2016-2017 | Martina Mikulášková | Vendula Kuntová    | Denisa Švecová        |
| 2017-2018 | Pavla Havlíková     | Nadja Heigl        | Elizabeth Ungermanová |
| 2018-2019 | Pavla Havlíková     | Nikola Bajgerová   | Elizabeth Ungermanová |
| 2019-2020 | Tereza Vaníčková    | Tereza Švihálková  | Kateřina Mudříková    |
| 2020-2021 | Karla Štěpánová     | Tereza Vaníčková   | Tereza Švihálková     |
| 2021-2022 | Kristýna Zemanová   | Pavla Havlíková    | Karla Štěpánová       |
| 2022-2023 | Kateřina Douděrová  | Barbora Jeřábková  | Kristýna Zemanová     |
| 2023-2024 | Kateřina Douděrová  | Amálie Gottwaldová | Anna Panušová         |
| 2024-2025 | Kristýna Zemanová   | Barbora Bukovská   | Amálie Gottwaldová    |